# Tobias Heller (Politiker)
Tobias Heller (* Januar 1986 in Leisnig) ist ein deutscher Politiker (AfD). Seit 2024 ist er Mitglied des Sächsischen Landtages.

## Leben
Heller ist in Ablaß bei Mügeln aufgewachsen und lebt seit 2010 in Oschatz. Er absolvierte von 2005 bis 2008 eine Ausbildung zum Automobilkaufmann und war von 2010 bis 2022 in diesem Beruf tätig. Damals noch parteilos, wurde er 2019 in den Stadtrat der Großen Kreisstadt Oschatz gewählt. Er ist seit 2019 Mitglied der Verbandsversammlung des Abwasserzweckverband „Untere Döllnitz“. Seit 2020 ist er stellvertretender Kreisvorsitzender der AfD Nordsachsen. Zur Kommunalwahl 2024 wurde er mit über 6.000 Stimmen in den Kreistag Nordsachsen gewählt. Von 2022 bis 2024 war er als Mitarbeiter der AfD-Landtagsabgeordneten Gudrun Petzold tätig. Zudem war er im gleichen Zeitraum der Geschäftsführer der AfD-Kreistagsfraktion Nordsachsen.
Bei der Landtagswahl in Sachsen 2024 zog Heller über das Direktmandat im Wahlkreis Torgau-Oschatz in den Sächsischen Landtag ein.
Im Landtag gehört er als Mitglied dem Ausschuss für Schule und Bildung, dem Ausschuss für Umwelt und Landwirtschaft sowie dem Petitionsausschuss an. Heller ist Mitglied im Zweckverband Nahverkehrsraum Leipzig (ZVNL) für den Kreis Nordsachsen sowie Anstaltsbeirat in der Justizvollzugsanstalt (JVA) Torgau. 
Heller ist konfessionslos und hat zwei Kinder.